# Бриль Пилип Йосипович
Пилип Йосипович Бриль (19 липня 1927, Біла Церква, Київська область — 19 вересня 1988, Київ) — український джазовий піаніст, аранжувальник і композитор.
Народився 19 липня 1927 року у Білій Церкві. 1954 року закінчив історико-теоретичне відділення Київського музичного училища імені Р. М. Глієра.
Виступав з різними джаз-оркестрами та джаз-ансамблями, як керівник і піаніст, серед яких ансамбль Пилипа Бриля (1958, Володимир Пшеничников — труба, Микола Безгудов — тромбон, Григорій Ташлик — альт-саксофон, Євген Морозов — ударні інструменти, Пилип Бриль — фортепіано, Леонід Зайдерман — контрабас, Володимир Дунаєв — гітара, Микола Хомовський — акордеон), Квартет Пилипа Бриля (1967, Пилип Бриль — фортепіано; Станіслав Колесник — гітара; Юрій Сілкін — контрабас; З. Залякін — ударні).
Працював піаністом в Українській республіканській естраді (1955—1959) та в Укрконцерті (1959—1986). Піаніст Естрадного оркестру Української республіканської естради під керівництвом Євгена Зубцова (1956—1957). У 1958 — музичний керівник і піаніст естрадного оркестру Клубу Міністерства внутрішніх справ УРСР (художній керівник — Михайло Медко).
У 1968—1970 роках — художній керівник «Укрконцерту».
У різні роки виступав як акомпаніатор зі співаками (М. Щукіним, Ю. Гуляєвим, К. Огнєвим, Є. Мірошниченко, А. Мокренком, В. Гончаровим, С. Ротару, П. Топчієм), з артистами розмовного жанру (Р. Борисюком, В. Сафоновим, К. Яницьким). Концертував містами України та СРСР.
Здійснював записи на Українському радіо і телебаченні. Автор музики до документальних і мультиплікаційних фільмів («Таємниця чорного короля» (1964), «Колумб пристає до берега» (1967), «Людина, що вміла літати» (1968) та ін.).
Пішов з життя 19 вересня 1988 року. Похований на Байковому кладовищі у Києві.

## Дискографія
- Оркестр п/у З. Кожарского. Инструментальный ансамбль п/у Ф. Бриля. «Мелодия» Д 00021573-4 (19).